# Яницька Мая Михайлівна
Мая Михайлівна Яницька (біл. Мая Міхайлаўна Яніцкая; *22 травня 1931, хутір Валентинове, Плещаницьки, тепер Логойський район, Мінська область) — білоруська мистецтвознавець. В 1974 році отроимала ступінь кандидата наук з мистецтвознавства. Член Білоруської спілки художників з 1975 року.

## Біографія
Закінчила Всесоюзний заочний інститут радянської торгівлі в Москві в 1955 році, в 1970 — аспірантуру Інституту мистецтвознавства, етнографії і фольклору НАН Білорусі за спеціальністю зображувальне мистецтво. В 1971—1974 роках молодший науковий співробітник ІМЕФ НАН Білорусі, в 1974—1977 роках рауює у видавництві «Білоруська енциклопедія» (в 1975—1976 роках керівник редакції «Збір пам'яток історії та культури Білорусі»). З 1978 року старший науковий співробітник ІМЕФ НАН Білорусі, з 1991 року — Національного науково-освітнього центру імені Франциска Скорини, а з 1997 року — редакції мультимедійних технологій Білоруського державного інституту проблем культури.

## Творчість та наукова праця
Досліджує історію білоруської культури, в тому числі декоративно-прикладного та зображувального мистецтва. Авторка книг «Білоруське художнє скло (XVI—XVIII століть)» (1977), «Витоки склоробства Білорусі» (1980), «Федір Зільберт» (1980, творчий портрет майстра-кераміста), «Білоруське художнє скло XIX — пачатку XX століть» (1984), «Людмила М'ягкова» (1984, творчий портрет майстрині), «Історія скляної веселки» (1986), «Художнє скло Радянської Білорусі» (1989).
Перша авторка фундаментальних статей з історії різних видів декоративно-прикладного мистецтва у серії енциклопедичних видань. Одна з авторів, наукових редакторів і член редколегії «Збору пам'яток історії та культури Білорусі»(1984—1988) та серійного наукового видання «Повернення-1», «Повернення-2», «Повернення-3», «Повернення-4» (1992—1997 роки), одна з авторів «історії білоруського мистецтва» (т. 1-6, 1987—1994), а також першого мультимедійного видання Білоруського інституту проблем культури «Білоруська культура. Найкращі сторінки: Іконопис. Традиційний касцюм. Архітектура. 100 раритетів з музеїв Білорусі» (2000). Автор багатьох статей у періодичних виданнях Білорусі та Росії, присвячених огляду виставок різних видів сучасного мистецтва, аналізу творів персональних виставок сучасних художників Білорусі, а також укладачка каталогів цих виставок. Укладачка розділу «Декоративно-прикладне мистецтво» до альбому-каталога «Білоруське мистецтво ХХ століття» (2003).